# Lion Air
PT Lion Mentari Airlines, que opera com a Lion Air, és l'aerolínia de baix cost més gran a Indonèsia i la primera d'Àsia a oferir vols amb seients tant en classe turista com en preferent. Lion Air també vola a Malàisia, Singapur, Vietnam i l'Aràbia Saudita. La seva base d'operacions principal és l'Aeroport Internacional Soekarno-Hatta, Jakarta. Duu a terme vols regulars de passatgers a la seva extensa xarxa domèstica amb 42 destinacions i 226 vols diaris (desembre del 2009).
Igual que moltes altres aerolínies indonèsies, Lion Air està a la llista d'aerolínies prohibides en la Unió Europea a causa de motius de seguretat des de desembre del 2015.

## Història
L'aerolínia va ser fundada el 1999 i va començar a operar el 30 de juny de l'any 2000, quan va iniciar els vols regulars de passatgers entre Jakarta i Pontianak usant un Boeing 737-200. És propietat de Rusdi Kirana i la seva família.
L'any 2010, Lion Air va incrementar el nombre de vols a Jiddah fins a aconseguir les cinc freqüències setmanals. Aquesta ruta estava servida per dos Boeing 747-400 que comptaven amb 496 places cadascun.

### Lion Air Australia
El gener del 2008, Lion Air va anunciar els seus plans de començar a operar des d'Austràlia. La nova aerolínia, que s'anomenaria Lion Air Austràlia, tenia planejat operar com una aerolínia de vols de cabotatge i internacionals. No ha tornat a haver-hi notícies des de llavors.

## Flota
La flota de Lion Air inclou, a mitjans del 2016, compta amb les aeronaus següents (en servei o sota comanda):